# Provincia di Cotabambas
La provincia di Cotabambas è una provincia del Perù, sita nella regione di Apurímac. Il capoluogo della provincia è Tambobamba. 

## Geografia antropica

### Suddivisioni amministrative
La provincia è suddivisa in 6 distretti: 
- Tambobamba
- Cotabambas
- Coyllurqui
- Haquira
- Mara
- Challhuahuacho